# 신해운대역
신해운대역(Sinhaeundae station, 新海雲臺驛)은 부산광역시 해운대구 좌동 152번지에 있는 동해선의 철도역이다. ITX-새마을, ITX-마음, 무궁화호와 동해선 광역전철이 운행된다. 서울로 가는 열차는 이 역을 시·종점으로 하여 부전, 구포, 경부선을 경유하는 서울행 ITX-새마을과, 중앙선을 경유하는 부전~청량리간 ITX-마음이 각 1일 2회씩 운행하며, 부전~강릉 ITX-마음도 각 1일 4회씩 운행한다. 다만, 부전~청량리 KTX-이음은 무정차 통과한다. 2013년 12월 2일에 현 위치로 역사를 이전했으며, 동해선 유일의 반지하역 구조이다. 이 역에만 지하 구간이다.

## 역사
- 1934년 7월 15일 : 동해남부선 부산진 ~ 해운대 개통과 함께 해운대역(海運臺驛) 영업 개시[3]
- 1956년 12월 20일 : 군전용선 부설
- 1987년 11월 4일 : 역사 신축 준공
- 1989년 8월 16일 : 동서통근열차 운행
- 1994년 7월 15일 : 해운대-서울 간 새마을호 운행
- 2002년 12월 2일 : 동서통근열차 운행중지
- 2005년 6월 27일 : 한자 표기 변경(海運臺 → 海雲臺)[4]
- 2006년 5월 1일 : 소화물 취급 중지
- 2006년 11월 15일 : 화물 취급 중지[5]
- 2012년 11월 1일 : 다이아 개정과 함께 새마을호 운행 중지, 무궁화호로 전환
- 2013년 12월 2일 : 수영 ~ 기장 간 이설사업 개통으로 인해 현위치(부산진 기점 20.8 km)로 역사 이전[6]
- 2016년 12월 9일 : 수서고속철도 개통에 따른 열차 시간표 개정으로 서울~해운대간 무궁화호가 ITX-새마을로 변경됨에 따라 새마을호 등급 열차운행 재개.
- 2016년 12월 30일 : 동해본선으로 편입, 영업거리를 부산진 기점 19.9 km로 변경, 신해운대역으로 역명 변경[7], 광역전철 개통.[8]
- 2017년 12월 18일 : 로마자 표기 변경(Shin-Haeundae→Sinhaeundae)[9]
- 2021년 12월 : 스크린도어 설치 완료
- 2023년 12월 18일 : ITX-마음 운행 개시
- 2025년 12월 : KTX-이음 운행 개시 (예정)

## 역 구조
2면 4선식 쌍섬식 승강장을 갖춘 반지하역이다. 승강장에 스크린도어가 설치되어 있으며,외선으로 무궁화호, ITX-새마을, ITX-마음 등 일반열차를 취급하며 내선으로 광역전철과 통과열차를 취급한다.

### 승강장
| ↑센텀(동해선)/↑벡스코(광역전철 동해선) |
| １２ \| ３４ \|                        |
| 기장(동해선)↓/송정(광역전철 동해선)↓   |

| 1 | 동해선 | ITX-새마을 · ITX-마음 · 무궁화호 | 밀양 · 대전 · 서울 방면                 |
| 2 | 동해선 | ● 동해선 광역전철                | 벡스코 · 교대 · 거제 · 부전 방면        |
| 3 | 동해선 | ● 동해선 광역전철                | 송정 · 기장 · 일광 · 덕하 · 태화강 방면 |
| 4 | 동해선 | ITX-새마을 · ITX-마음 · 무궁화호 | 포항 · 경주 · 청량리 · 강릉 방면        |

## 역 주변
| 나가는 곳 | 방면 |
| --------- | --- |
| 1         | 삼성아파트 동부아파트 동신아파트 LIG건영아파트 부산한마음스포츠센터 상당초등학교 상당중학교 좌4동 행정복지센터 좌동지구대 농협 좌동지점 해운대교육지원청 부흥초등학교 좌동초등학교 부흥중학교 부흥고등학교 좌동재래시장 A주차장 방면 |
| 2         | 삼성아파트 동부아파트 부산한마음스포츠센터 상당초등학교 상당중학교 좌4동 행정복지센터 좌동지구대 농협 좌동지점 해운대교육지원청 부흥초등학교 좌동초등학교 부흥중학교 부흥고등학교 좌동재래시장 A주차장 방면                          |
| 3         | 부산한마음스포츠센터 상당초등학교 상당중학교 좌4동 행정복지센터 좌동지구대 농협 좌동지점 LG아파트 두산1차아파트 양운고등학교 대림1차아파트 B주차장                                                                                   |
| 4         | 좌4동방면 |

## 승차량 변동
| 역 노선 | 역 노선 | 일평균 인원수 (명/일) | 일평균 인원수 (명/일) | 일평균 인원수 (명/일) | 일평균 인원수 (명/일) | 일평균 인원수 (명/일) | 일평균 인원수 (명/일) | 일평균 인원수 (명/일) | 일평균 인원수 (명/일) | 주 석  |
| 역 노선 | 역 노선 | 2016년                | 2017년                | 2018년                | 2019년                | 2020년                | 2021년                | 2022년                | 2023년                | 주 석  |
| ------- | ------- | --------------------- | --------------------- | --------------------- | --------------------- | --------------------- | --------------------- | --------------------- | --------------------- | ------ |
| 동해선  | 승차    | 951                   | 1,674                 | 1,947                 | 2,168                 | 1,611                 | 1,800                 | 2,330                 | 2,435                 | [ 10 ] |
| 동해선  | 하차    | 1,002                 | 1,627                 | 1,852                 | 2,055                 | 1,562                 | 1,782                 | 2,314                 | 2,432                 | [ 10 ] |

## 구 역사
동해선 이설 전의 해운대역은 해운대구 우동 524-1번지(해운대로 621)에 위치하였다. 역사는 1987년 11월 4일에 신축한 것으로, 팔각형의 지붕을 얹은 형태였다. 2013년 이후에는 갤러리 전시장 및 문화공연장, 모델하우스 등으로 사실상 민간에 임대되어 활용되었으며, 2016년 한국철도공사는 구 해운대역 터를 호텔 부지로 매각을 추진하고 있다. 그러나 지역사회의 반대가 이어지고 있으며, 팔각정 모양 건물을 철거해야 한다는 논란도 있었다. 최근에는 보존하자는 쪽으로 의견이 수렴되고 있다.
선로터 중 일부는 해운대시외버스터미널의 차고지로 사용되고 있다.

## 사진

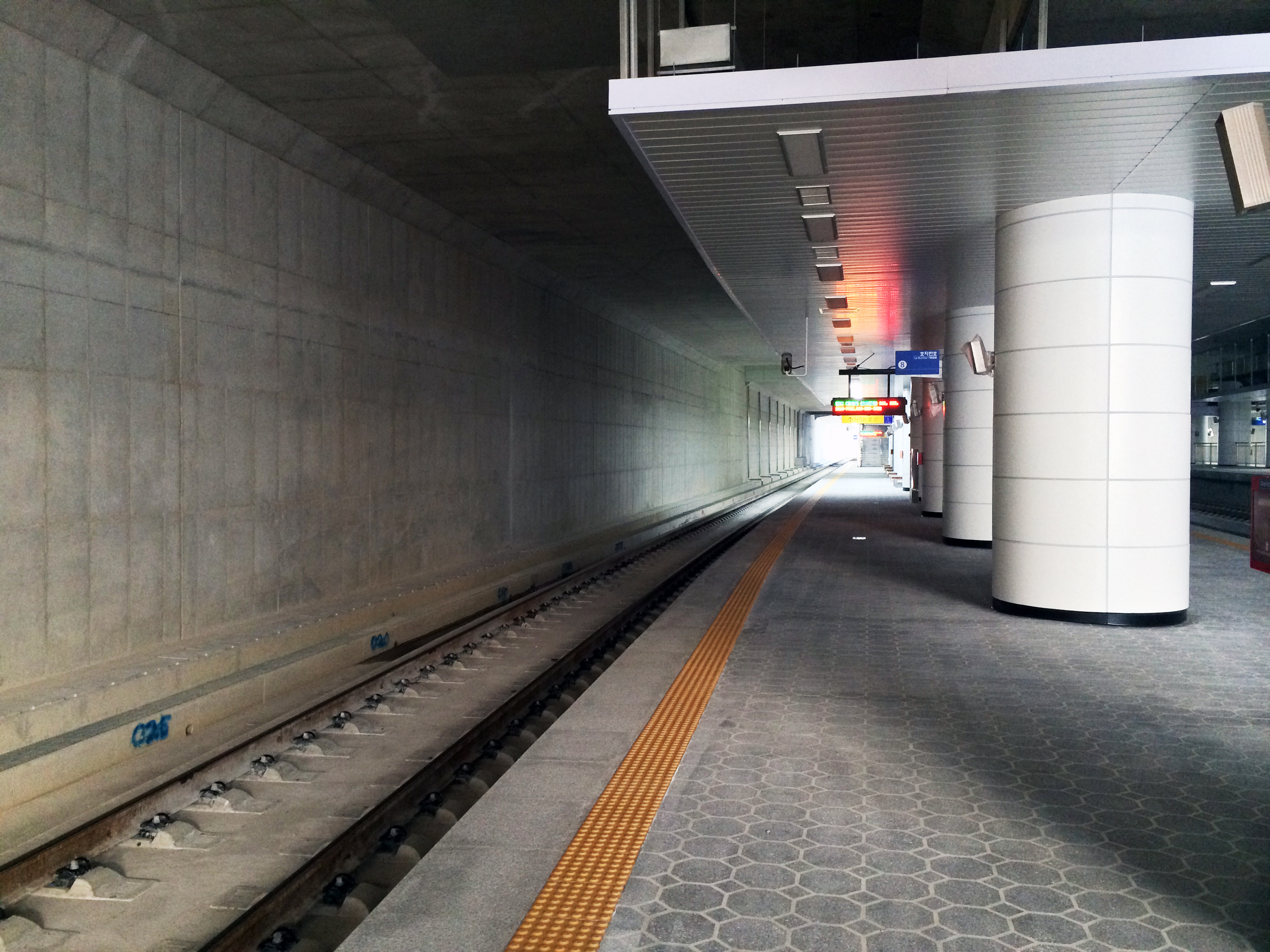
승강장
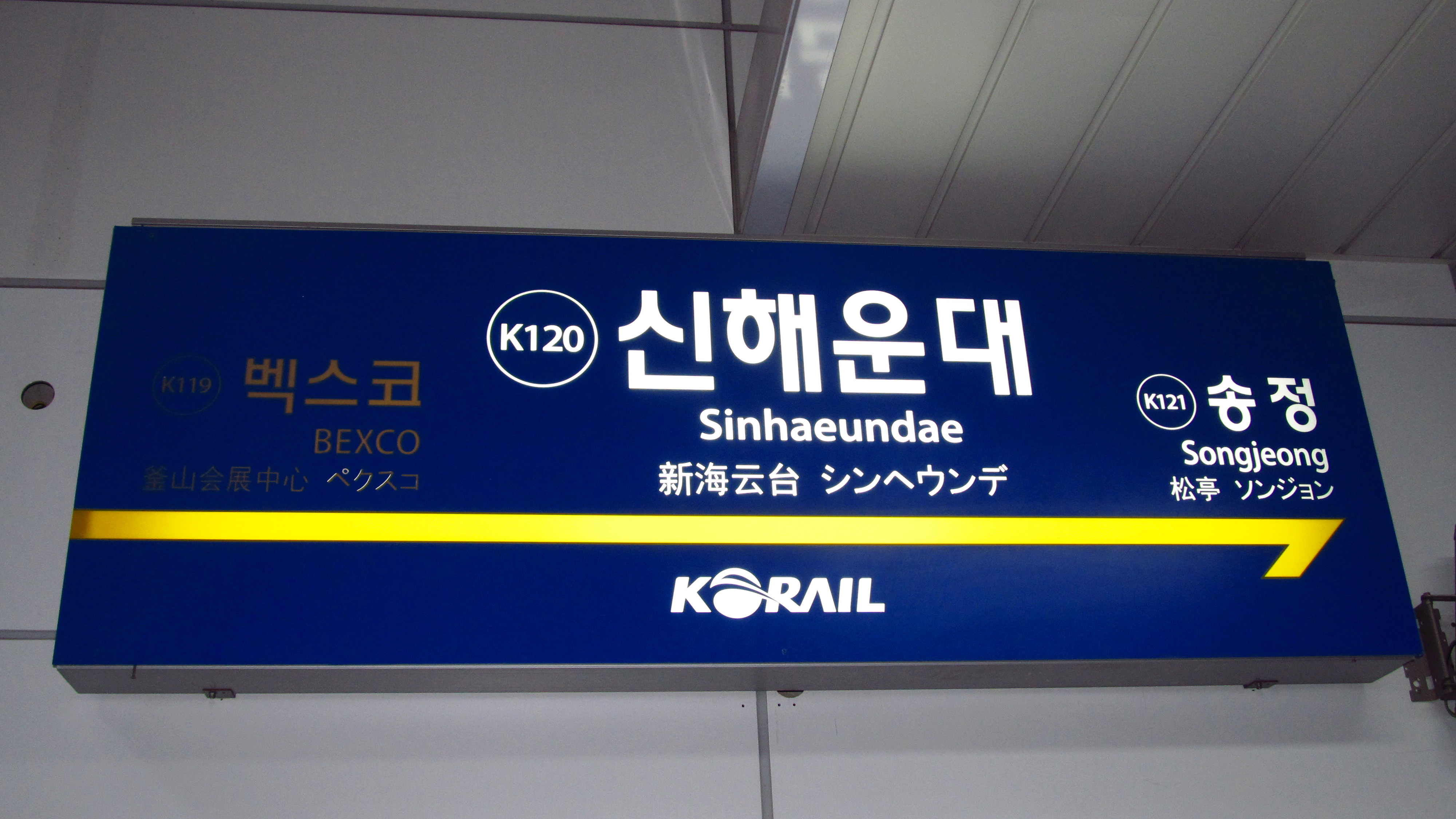
광역전철 역명판
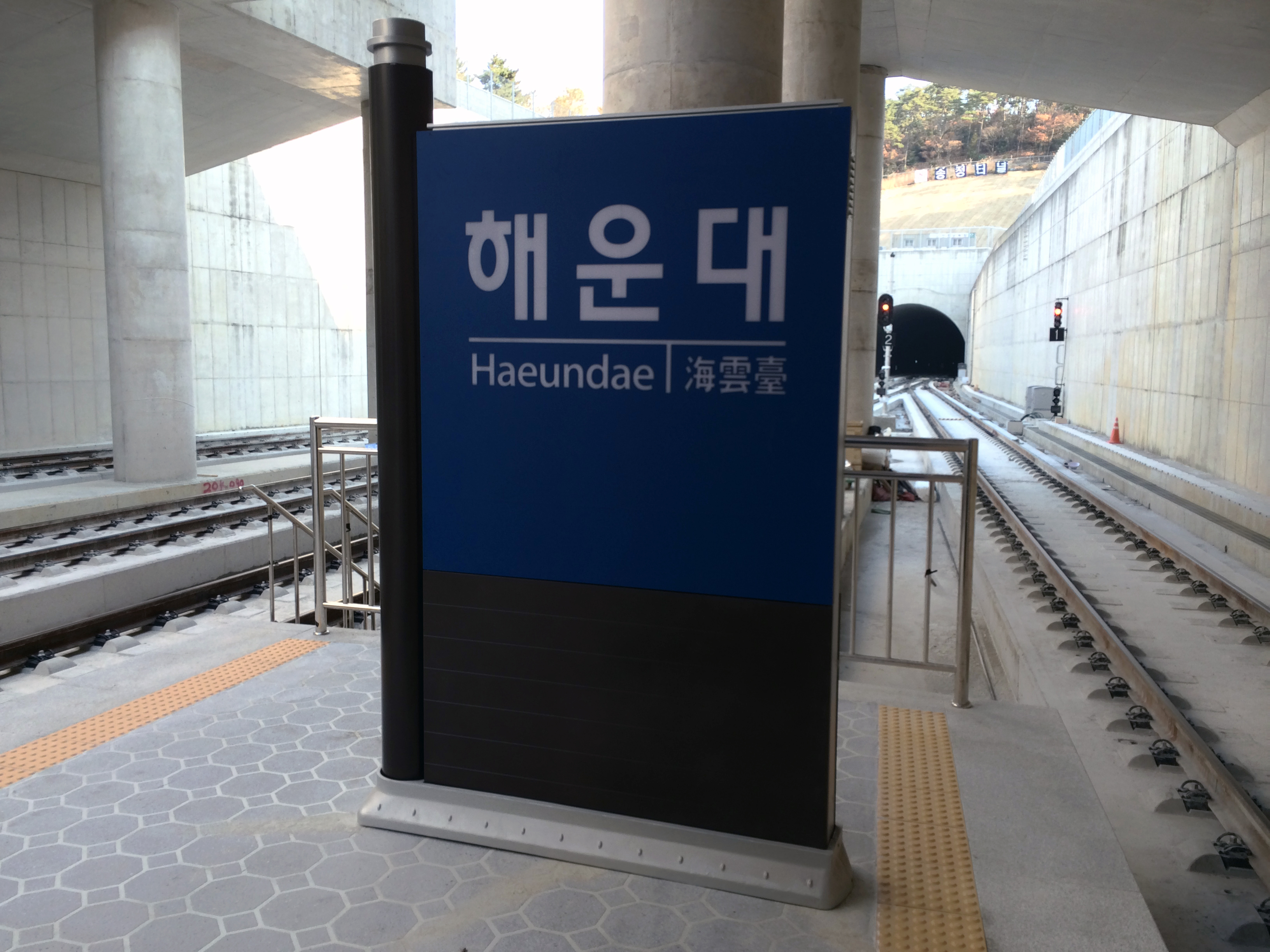
승강장 끝 역명판 (역명 변경 전)
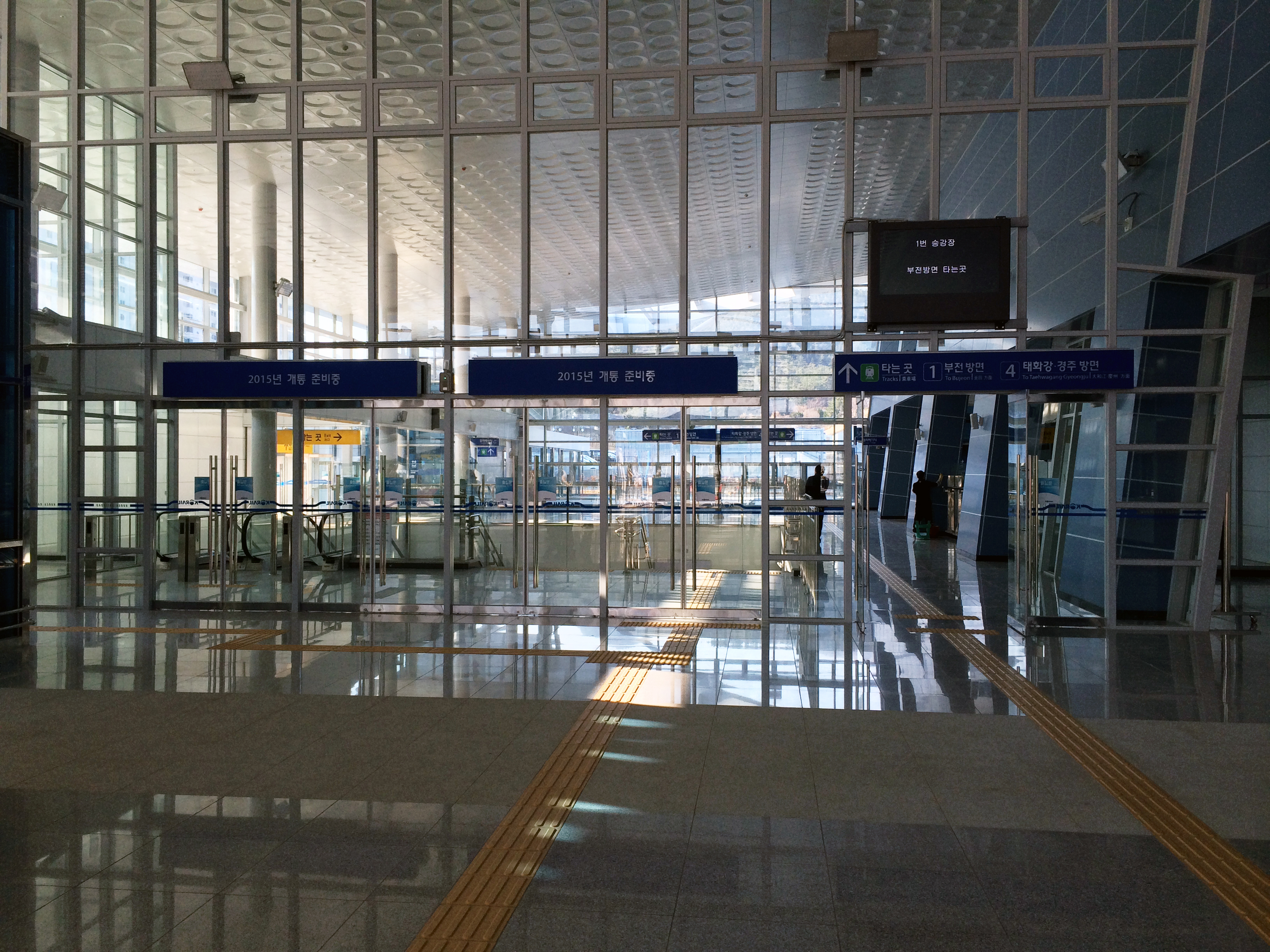
개찰구
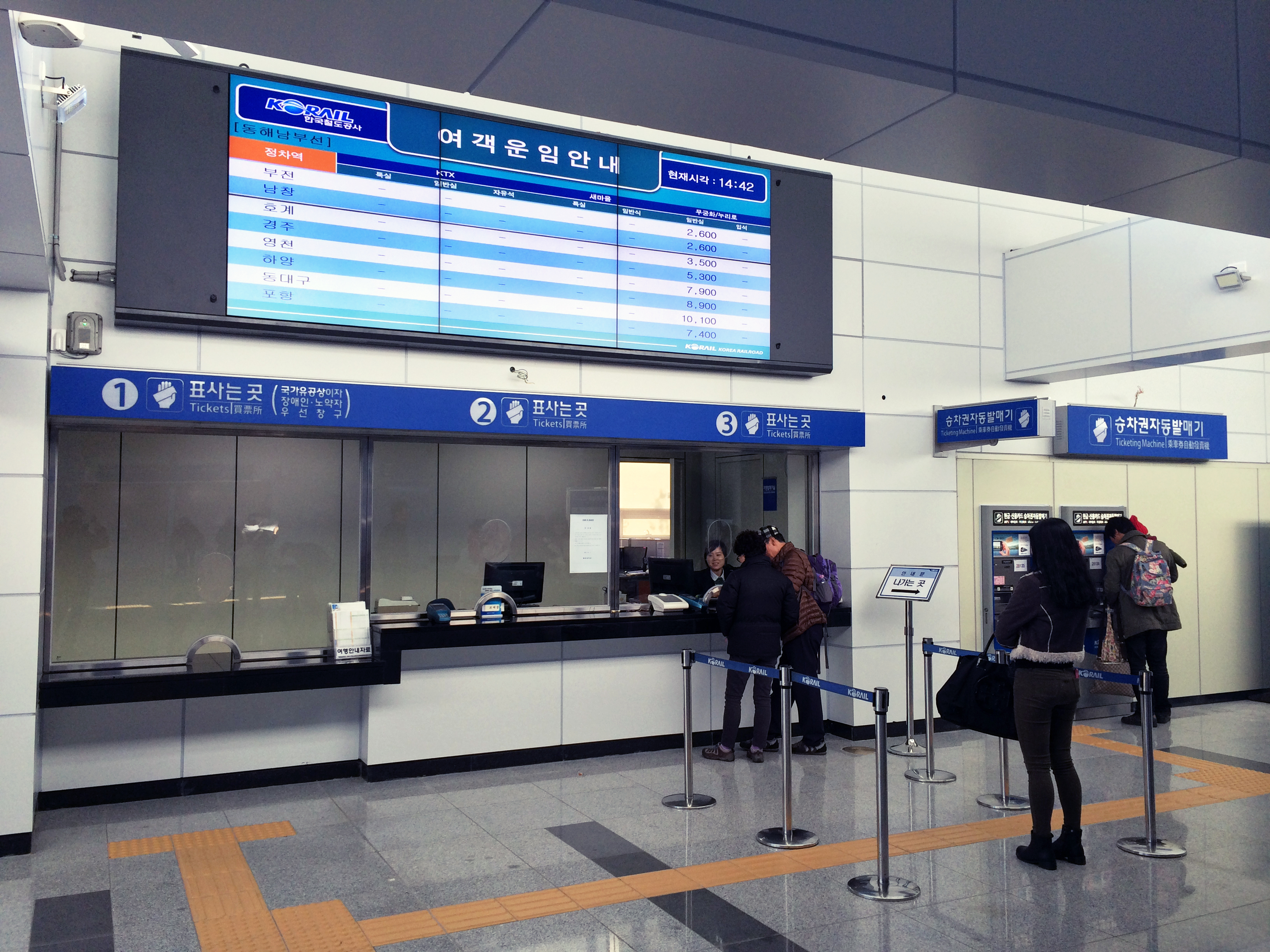
매표소
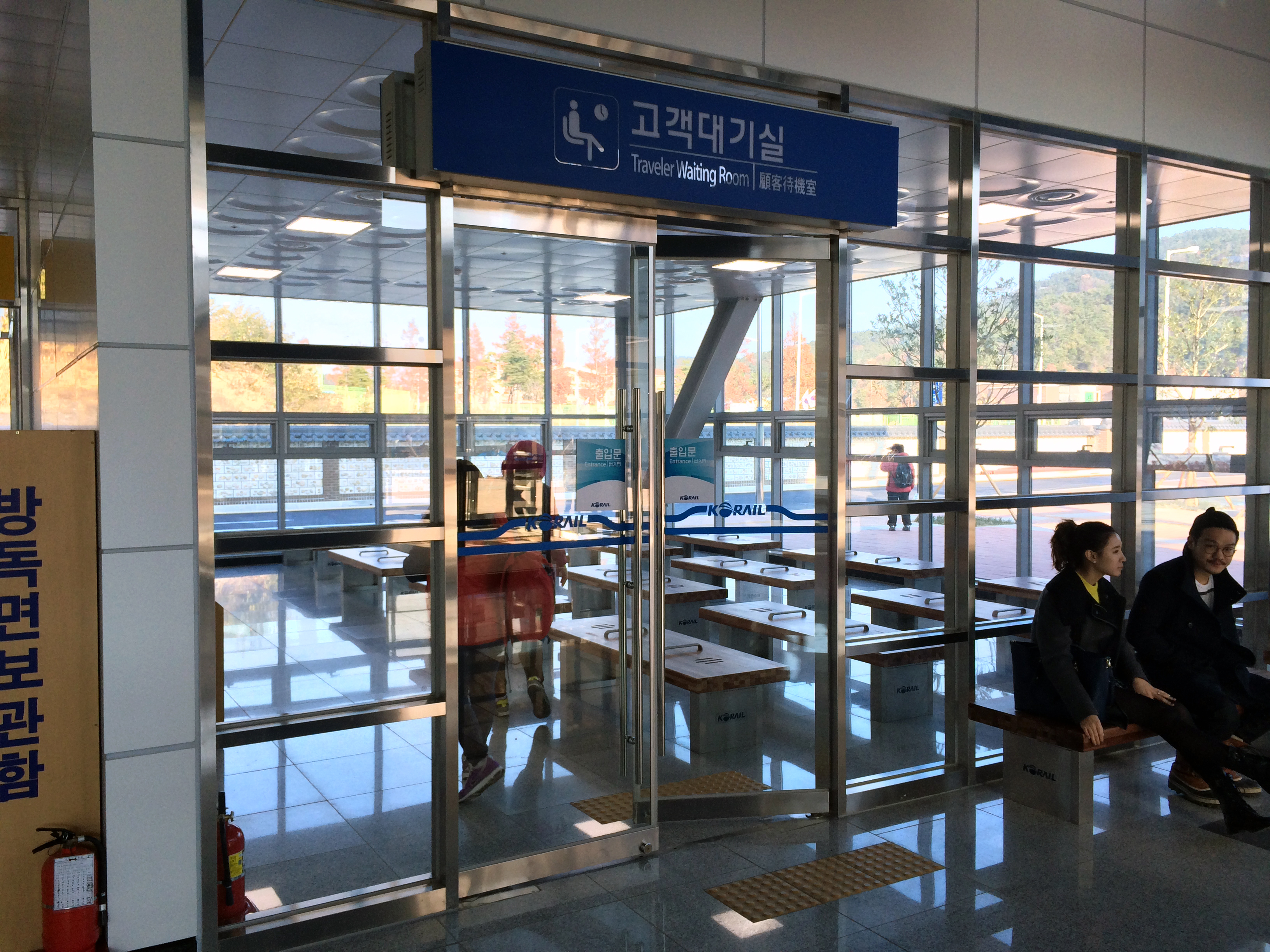
대합실
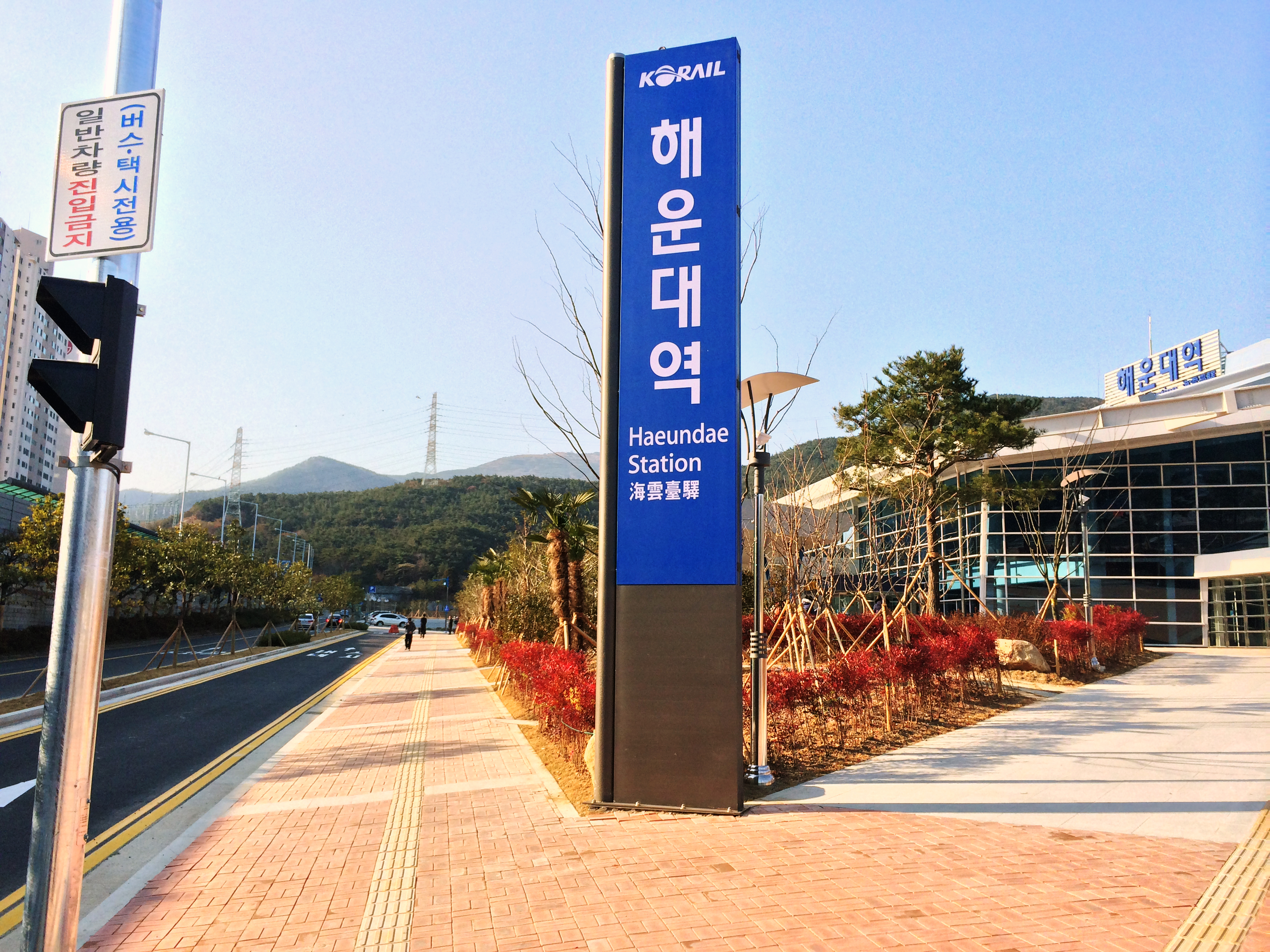
폴사인(역명 변경전)
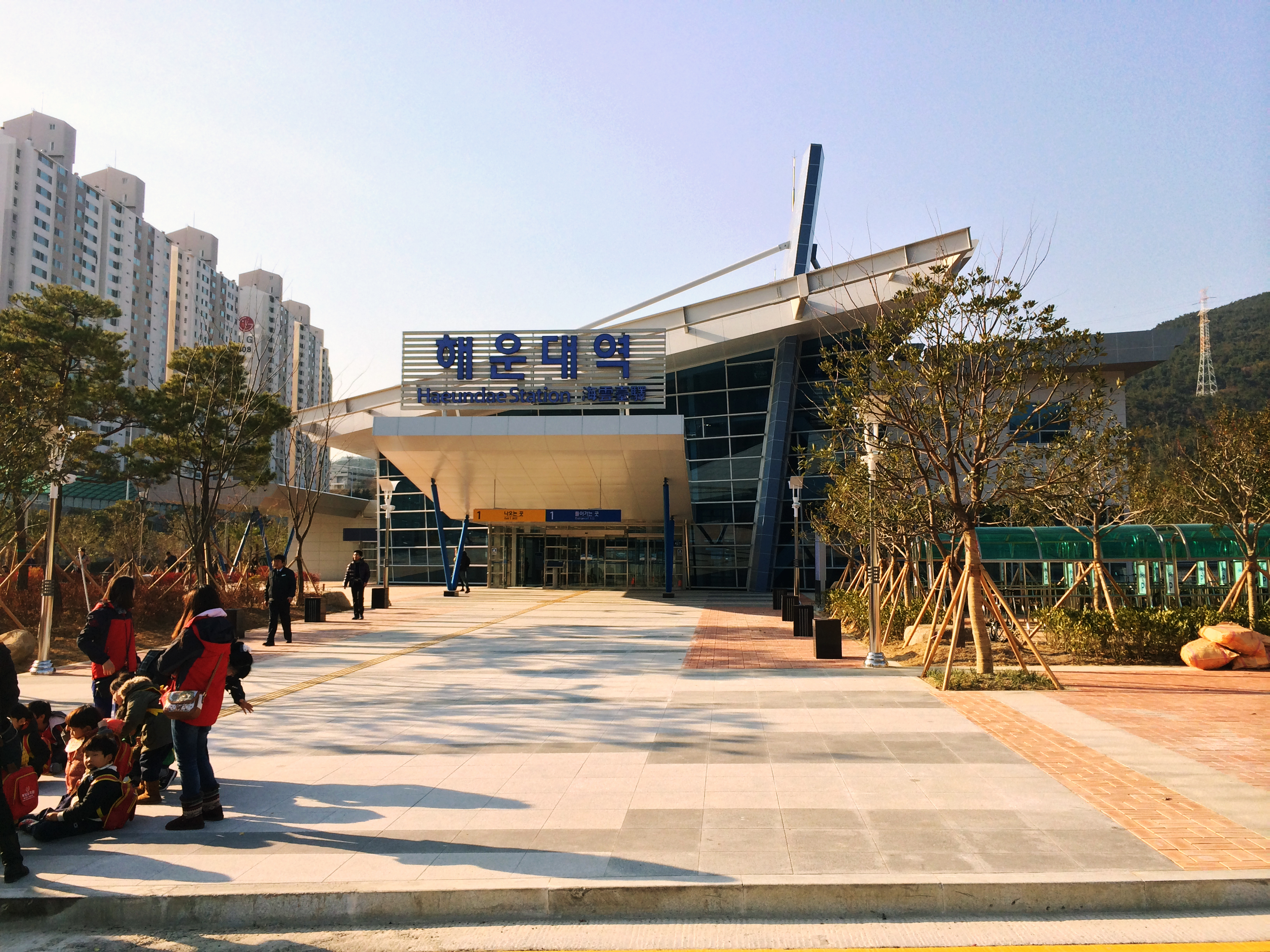
역사 (1번 출구 쪽, 역명 변경 전)
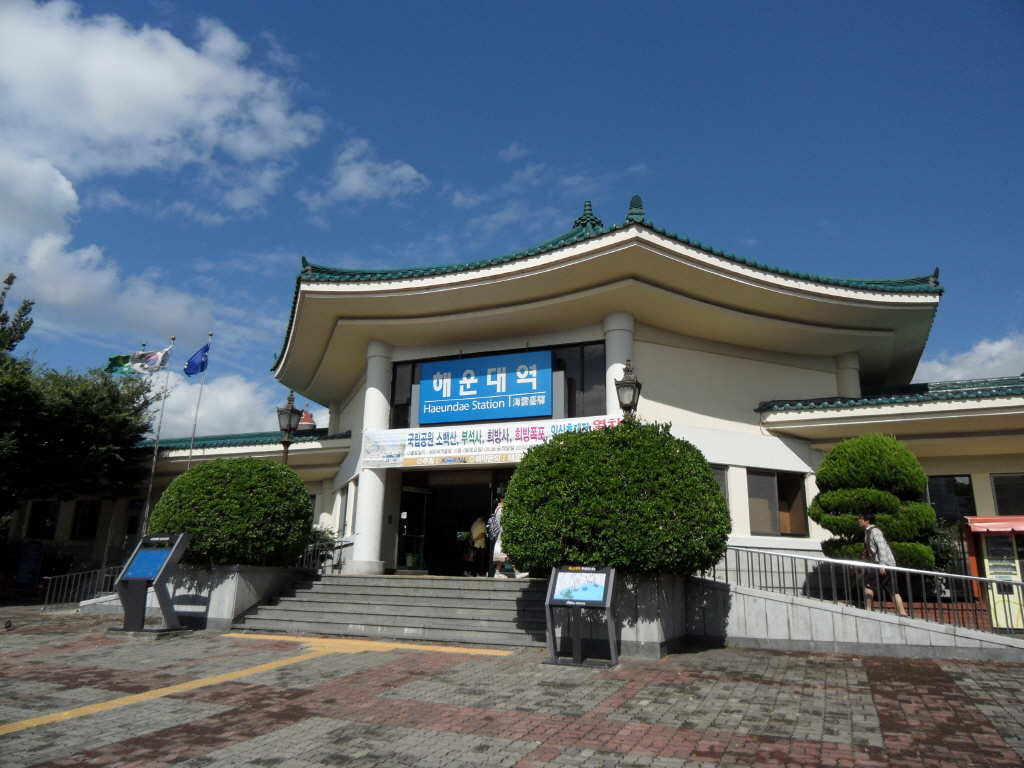
구 역사(바깥쪽)
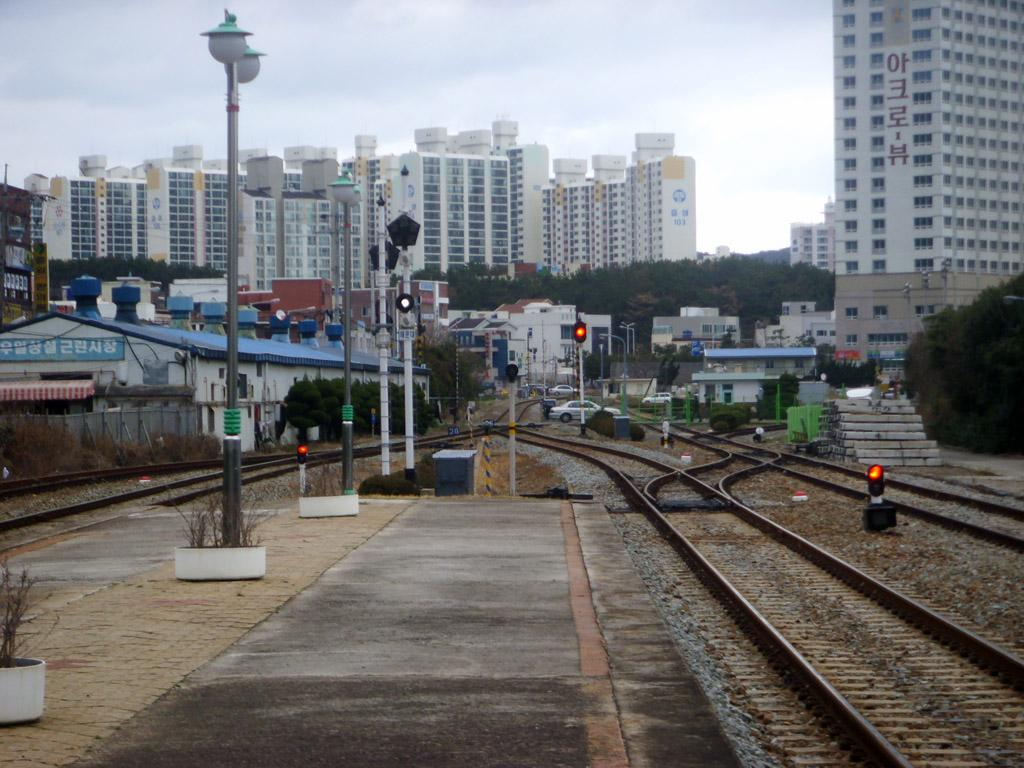
구 해운대역 승강장 (송정방향)
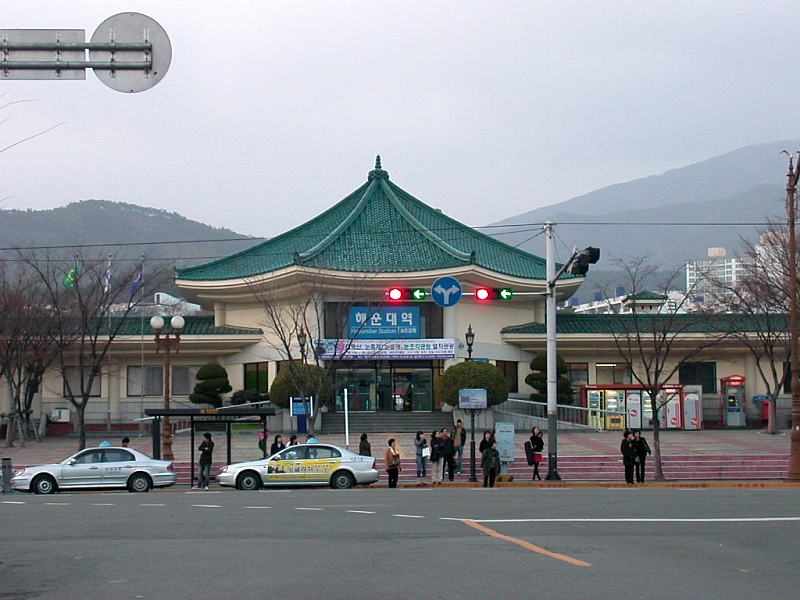
건너편에서 본 구 역사

## 인접한 역
| 새마을호                | 새마을호          | 새마을호              |
| ----------------------- | ----------------- | --------------------- |
| 부전 서울 방면          | ITX-새마을 동해선 | 시·종착역             |
| ITX-마음                |                   |                       |
| 기장 청량리 · 강릉 방면 | ITX-마음 동해선   | 센텀 부전 방면        |
| 무궁화호                |                   |                       |
| 기장 포항 · 동대구 방면 | 무궁화 동해선     | 센텀 부전 방면        |
| 광역전철 (동해선)       |                   |                       |
| K119 벡스코 부전 방면   | ● 동해선 광역전철 | K121 송정 태화강 방면 |